# Umanamente uomo: il sogno
Umanamente uomo: il sogno è il sesto album discografico di Lucio Battisti, pubblicato il 24 aprile 1972 dall'etichetta discografica Numero Uno. Da esso venne estratto il singolo I giardini di marzo/Comunque bella.
Nell'album si trovano brani che diverranno dei classici della canzone italiana, come I giardini di marzo, E penso a te e Comunque bella.

## Descrizione

### Copertina
Le immagini di copertina sono state realizzate dal fotografo Cesare Montalbetti, in arte Caesar Monti, che della sessione fotografica ricorda:
La tecnologia del tempo non era così sviluppata da permettere inserimenti o sovrapposizioni, quindi mi ingegnavo inventandomi dei trucchetti. Avevo lavorato con un grande fotografo: Franco Scheichenbsuer. Faceva dei ritratti a cui cambiava la prospettiva allungandone la figura o sovrapponendoci altre immagini. Così, usando due proiettori e un piano di polistirolo, rifotografai il tutto.»
(Cesare Montalbetti, 2007)

## Accoglienza
| Recensione             | Giudizio   |
| ---------------------- | ---------- |
| Ondarock               | 6,5 / 10   |
| Rockol                 | (positivo) |
| AllMusic               | [ 7 ]      |
| Storia della musica.it | [ 8 ]      |

Fu il secondo album più venduto in Italia nel 1972, raggiungendo come picco nella classifica settimanale il primo posto.

## Tracce
Lato A
Testi e musiche di Mogol-Lucio Battisti.
1. I giardini di marzo – 5:33
2. Innocenti evasioni – 3:48
3. E penso a te – 4:18
4. Umanamente uomo: il sogno (strumentale) – 3:24

Lato B
Testi e musiche di Mogol-Lucio Battisti.
1. Comunque bella – 3:53
2. Il leone e la gallina – 3:32
3. Sognando e risognando – 5:17
4. Il fuoco (strumentale) – 4:10

Bonus tracks (presenti solo nella riedizione su CD del 2007)
Testi e musiche di Mogol-Lucio Battisti.
1. Anche per te – 4:30
2. La canzone del sole – 5:23

La ristampa del 2007 contiene nelle prime due posizioni le bonus track La canzone del sole e Anche per te, che per quanto non fossero presenti nell'edizione originale sono abbastanza omogenee al materiale dell'album per epoca di composizione e stile musicale. L'inserimento è volto a riunire l'intera discografia di Lucio Battisti nei 19 album studio, dato che le due canzoni sono le uniche della discografia battistiana ad esser state pubblicate solo come singolo (insieme a Elena no che fu inserita come bonus track nella contemporanea ristampa di Amore e non amore).

## I brani

### Innocenti evasioni
Questo brano, musicalmente allegro e spensierato, parla di un'esperienza realmente accaduta: infatti, secondo Renzo Arbore, la canzone parlerebbe di un suo rapporto extraconiugale (ai tempi del suo legame con Vanna Brosio) di cui Lucio fu a conoscenza e che diede l'ispirazione per la canzone.
Esiste una cover in russo intitolata Я ожидаю кого-то cantata da Svetlana Tchernykh inserita nell'album Черных поёт Баттисти.

### Umanamente uomo: il sogno
La title track dell'album è un brano strumentale, dove la melodia viene fischiata anziché cantata. In realtà all'inizio Mogol aveva scritto un testo per il brano, ma poi decise di non utilizzarlo. Questo testo è rimasto inedito fino all'agosto del 1999, quando venne pubblicato nel libro Mogol. Umanamente uomo di Giammario Fontana.

### Il leone e la gallina
Questa scherzosa canzone paragona l'amore e il corteggiamento tra un uomo e una donna alla caccia della gallina da parte del leone. Il pezzo è stato reinterpretato anche da Mina nell'album Mazzini canta Battisti, da Samuele Bersani nell'album Freak e da Rino Gaetano che duetta con Anna Oxa in un'incisione mai pubblicata ufficialmente prima della morte del cantante calabrese.

### Sognando e risognando
Questo brano, interpretato in seguito anche dalla Formula 3, rappresenta il caos e lo stress del mondo moderno anche nel tempo libero: è infatti la descrizione di una "folle corsa" nel traffico cittadino per raggiungere in tempo la propria fidanzata e uscire insieme.

### Il fuoco
L'album si chiude con un altro brano strumentale, Il fuoco, esperimento psichedelico vicino al krautrock. È privo di testo poiché Mogol, dopo averlo ascoltato, si rifiutò di scriverne uno dicendo di «non credere in quel pezzo».

## Edizioni[1]
Italia
- LP, Numero Uno ZSLN 55060 – 24 aprile 1972
- LP, Numero Uno ZSLN 55060 – aprile 1972 (Edizione promozionale con etichetta bianca e copertina ufficiale)
- Musicassetta, Numero Uno ZKN 55060 – aprile 1972
- LP, Numero Uno ZSLN 55060 – 1977
- CD, Numero Uno PD 74009 – 29 agosto 1989
- All'interno del cofanetto LB – Lucio Battisti – dicembre 1998
  - CD, BMG Ricordi / Numero Uno 74321626902
  - LP, Numero Uno ZSLN 55060
- CD, Numero Uno 74321 896012 – 30 novembre 2001 (serie I Dischi d'Oro, con rimasterizzazione a 24 bit)
- CD, BMG Ricordi / Numero Uno 74321 948442 – novembre 2003 (all'interno del cofanetto Battisti, con rimasterizzazione a 24 bit)
- CD, 88697151132 – 6 settembre 2007 (con le bonus tracks Anche per te e La canzone del sole)
- CD, Sony / BMG / Numero Uno LB 07 05 – 15 ottobre 2007 (all'interno del cofanetto Lucio Battisti – TUTTO)
- CD, Sony Music / Mogol Edition / Numero Uno BM 10 05 – 12 febbraio 2010 (all'interno del cofanetto Mogol Edition)
- LP, Sony Music / Numero Uno ZSLN 55060 – aprile 2011 (all'interno del cofanetto Con il nastro d'oro)

Corea
- LP, Si Wan Records SRML 1005 – 1993
- CD, Si Wan Records SRMC 1005 – 1993

 Francia
- LP, Numero Uno / Vogue LDM 30120 – 1972 (con il titolo I giardini di marzo)

 Germania
- CD, Aris 886734 – 1990

 Giappone
- LP, RCA 6194 – 1974

 Spagna
Tutte e tre con il titolo Umanamente uomo: il sogno (Humanamente hombre: el sueño)
- LP, RCA Victor SPL1 9169 – 1974
- Musicassetta, RCA Victor SPK1 9169 – 1974
- Cartuccia Stereo8, RCA Victor SPS1 9169 – 1974

 Stati Uniti
- CD, Water 175 – giugno 2006

 Sudafrica
- LP, RCA Victor / Teal Records 38 693 – 1974

 Venezuela
- LP, RCA Victor LPVS 1335 – 1973

### Mogol Edition
L'album è stato ripubblicato nel 2010 all'interno della collana "Mogol Edition".
Il CD è contenuto in un libretto che contiene, per tutte le canzoni, i commenti di Mogol e le note storiche di Riccardo Canesi.
Questa edizione contiene un errore sia nel retro-copertina sia nel libretto: il brano "Il fuoco" è erroneamente indicato come traccia numero 7 quando in realtà si tratta della traccia numero 8 come nelle precedenti edizioni.

## Formazione
- Lucio Battisti – voce, chitarra elettrica, acustica e a 12 corde, pianoforte
- Massimo Luca – chitarra elettrica, acustica e a 12 corde
- Eugenio Guarraia – chitarra elettrica
- Angel Salvador – basso
- Tony Cicco – batteria, cori e percussioni
- Dario Baldan Bembo – organo Hammond, pianoforte e Fender Rhodes
- Mario Lavezzi, Oscar Prudente, Babelle Douglas, Barbara Michelin, Sara – cori
- Gian Piero Reverberi – ascolto in regia, archi
- Direzione d'orchestra: Gian Piero Reverberi